# Jérôme Garcès
Jérôme Garcès (Pau, 24 ottobre 1973) è un dirigente sportivo ed ex arbitro di rugby a 15 francese; primo direttore di gara del suo Paese a dirigere una finale di Coppa del Mondo di rugby, è dal 2019 dirigente del settore tecnico arbitrale della Fédération Française de Rugby.

## Biografia
Figlio a sua volta di un arbitro, Jérôme Garcès entrò nel rugby come giocatore nel ruolo di estremo ‒ ruolo nel quale si guadagnò il soprannome di Magique per avere realizzato un calcio in drop all'ultimo secondo di un match ‒ e, a seguire, come direttore di gara, praticando entrambe le attività nel fine settimana (arbitro il sabato e giocatore la domenica).
Una frattura all'osso scafoide interruppe la sua carriera agonistica da giocatore.
Il suo primo lavoro fu in una compagnia aeronautica di elicotteri.
Impiegato come fornitore di turbine meccaniche a Bordes, Garcès progredì nei ranghi arbitrali fino ad arrivare al Top 14 nel 2006; nella stagione 2009-10 divenne internazionale e diresse un incontro tra Inghilterra e Barbarians a Twickenham; il suo primo test match fu nella Churchill Cup 2010 negli Stati Uniti a Glendale tra Canada e Uruguay.
All'epoca era da poco in aspettativa dal lavoro per diventare arbitro professionista presso la Fédération Française de Rugby.
Esordì pochi mesi dopo nel Sei Nazioni 2011 a Londra in maniera singolare: assistente del suo connazionale Romain Poite, direttore designato di Inghilterra ‒ Scozia, gli subentrò intorno alla metà del secondo tempo quando il primo si stirò al polpaccio.
In quello stesso anno fu inserito nel panel della Coppa del Mondo 2011 come arbitro di riserva e assistente arbitrale, e nel corso del Sei Nazioni 2012 Garcès arbitrò dall'inizio il suo primo incontro in tale torneo, ancora protagonista l'Inghilterra, a Roma contro l'Italia.
Il 1º giugno 2013 diresse la sua prima finale di Top 14 tra Castres e Tolone e pochi mesi dopo esordì anche nel Rugby Championship.
Selezionato nel panel della Coppa del Mondo di rugby 2015 in Inghilterra, con la designazione alla direzione dell'incontro tra Sudafrica e Nuova Zelanda divenne il primo francese ad arbitrare una semifinale di tale torneo.
Dopo la direzione di due ulteriori finali di campionato nel 2018 e nel 2019 e la finale di Champions Cup 2018-19 annunciò il suo ritiro al termine della Coppa del Mondo di rugby 2019, nel panel della quale era stato nominato a maggio.
La cinquantacinquesima e ultima partita internazionale della sua carriera (nonché undicesima in Coppa del Mondo) fu la finale ‒ per la prima volta nella storia della competizione affidata a un arbitro francese ‒ coincidente anche con la sua ultima partita in assoluto.
Dalla fine dell'attività in campo è il nuovo assistente del direttore del settore tecnico arbitrale della FFR, Franck Maciello, con delega agli arbitri del Top 14.